# Lophotriccus
A Lophotriccus a madarak (Aves) osztályának verébalakúak (Passeriformes) rendjébe és a királygébicsfélék (Tyrannidae) családjába tartozó nem.
Besorolásuk vitatott, az ide tartozott fajokat egyes szervezetek áthelyezték az Oncostoma nembe, de ezt még nem minden szakértő fogadja el.

## Rendszerezésük
A nemet Hans von Berlepsch írta le 1884-ben, az alábbi 4 faj tartozik ide:
- kontyos törpetirannusz (Lophotriccus pileatus)
- Lophotriccus vitiosus
- Lophotriccus eulophotes
- Lophotriccus galeatus